# جنیفر لیسی
جنیفر لیسی (انگلیسی: Jennifer Lacy؛ زادهٔ ۲۱ مارس ۱۹۸۳) بازیکن بسکتبال اهل ایالات متحده آمریکا است.
از باشگاه‌هایی که در آن بازی کرده‌است می‌توان به آتلانتا دریم و فینکس مرکوری اشاره کرد.